# Schloss Margarethen am Moos

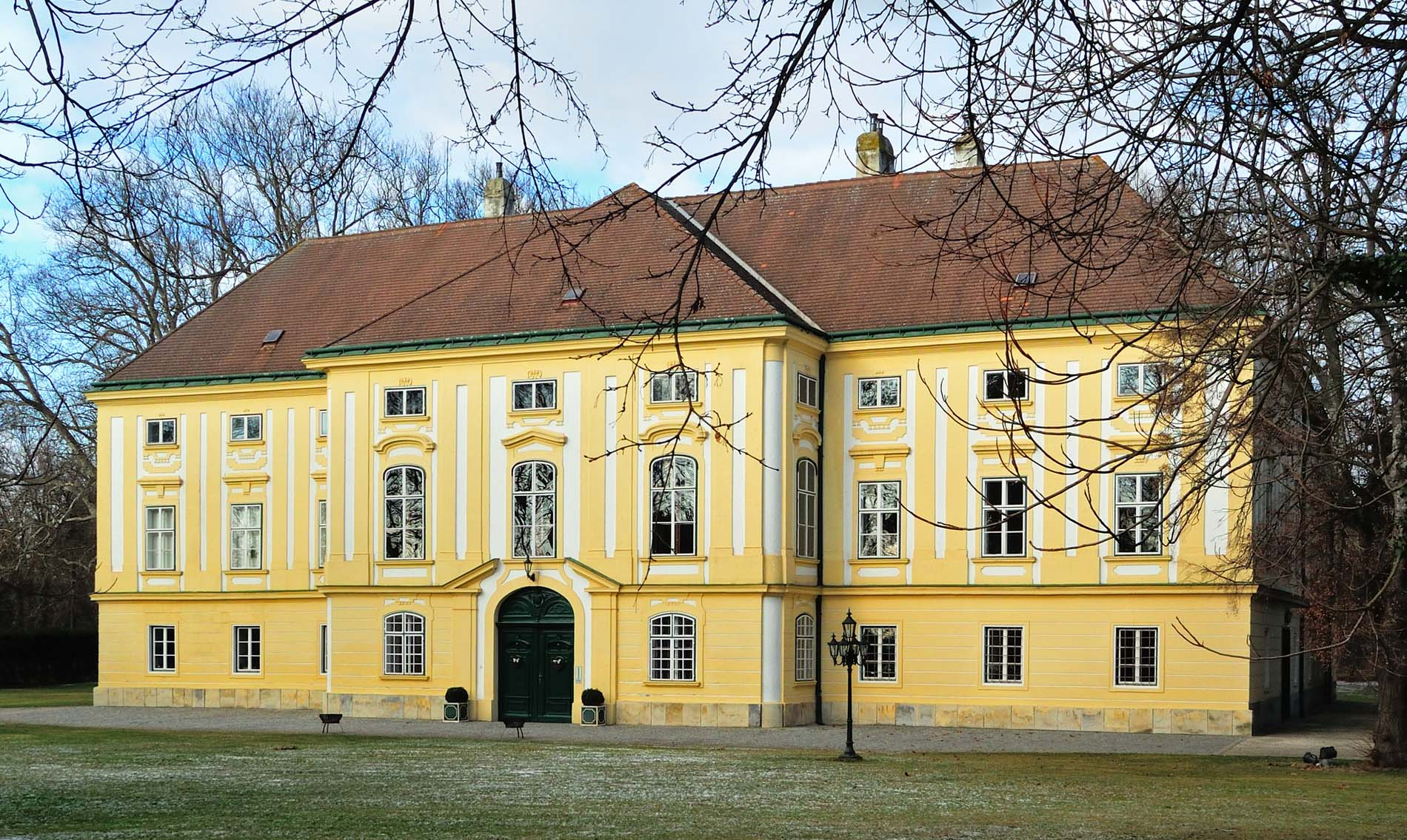
Das Veranstaltungsschloss Margarethen am Moos (2012)

Das Schloss Margarethen am Moos ist ein denkmalgeschütztes ehemaliges Renaissanceschloss in der niederösterreichischen Gemeinde Margarethen am Moos im Bezirk Bruck an der Leitha.

## Lage und Umgebung
Die Schlossanlage liegt etwa 15 km südwestlich von Wien, ungefähr mittig zwischen der ca. 8,5 km weiter nördlich liegenden Donau und dem knapp 8,5 km entfernten Leithagebirge im Süden. Das Gebäude steht am Nordwestrand des Ortsgebietes von Margarethen am Moos, umgeben von einer 2000 m² großen Schlossparkanlage. Direkt vor dem Park quert die B60 den Ort. Auf der gegenüberliegenden Seite der Straße liegt die Katholische Pfarrkirche Margarethen am Moos.

## Architektur und Ausstattung
Der zweigeschoßige vierflügelige Schlossbau besteht aus einem nahezu quadratischen Vierkanter mit Walmdach. Seine neunachsige, südwestseitige Hauptfassade verfügt über einen dreiachsigen Mittelrisaliten mit abgerundeten Ecken. Im ersten Geschoß des Risaliten befindet sich ein von einem Sprenggiebel bekröntes Hauptportal. Die Fassade des Gebäudes ist mit Faschen, Lisenen und Gesimsen verziert. Im Inneren des Schlosses gibt es eine Kapelle mit Fresken aus dem Kreis um Franz Anton Maulbertsch.

## Geschichte
Das Schloss geht zurück auf eine Wehr- und Fluchtburg aus dem 11. Jahrhundert. Zusammen mit dem späteren Schloss Trautmannsdorf und den Wehrbauten in Enzersdorf an der Fischa, Schwechat, Götzendorf an der Leitha und Fischamend sollte sie das östliche Grenzgebiet des Herzogtums und späteren Erzherzogtums Österreichs vor Angriffen aus dem Osten schützen. Durch ihre Lage inmitten eines schlammigen Augebietes, das zusätzlich gerodet wurde um Angreifern keine Deckungsmöglichkeiten zu bieten, war das heutige Schloss daher relativ leicht zu verteidigen.

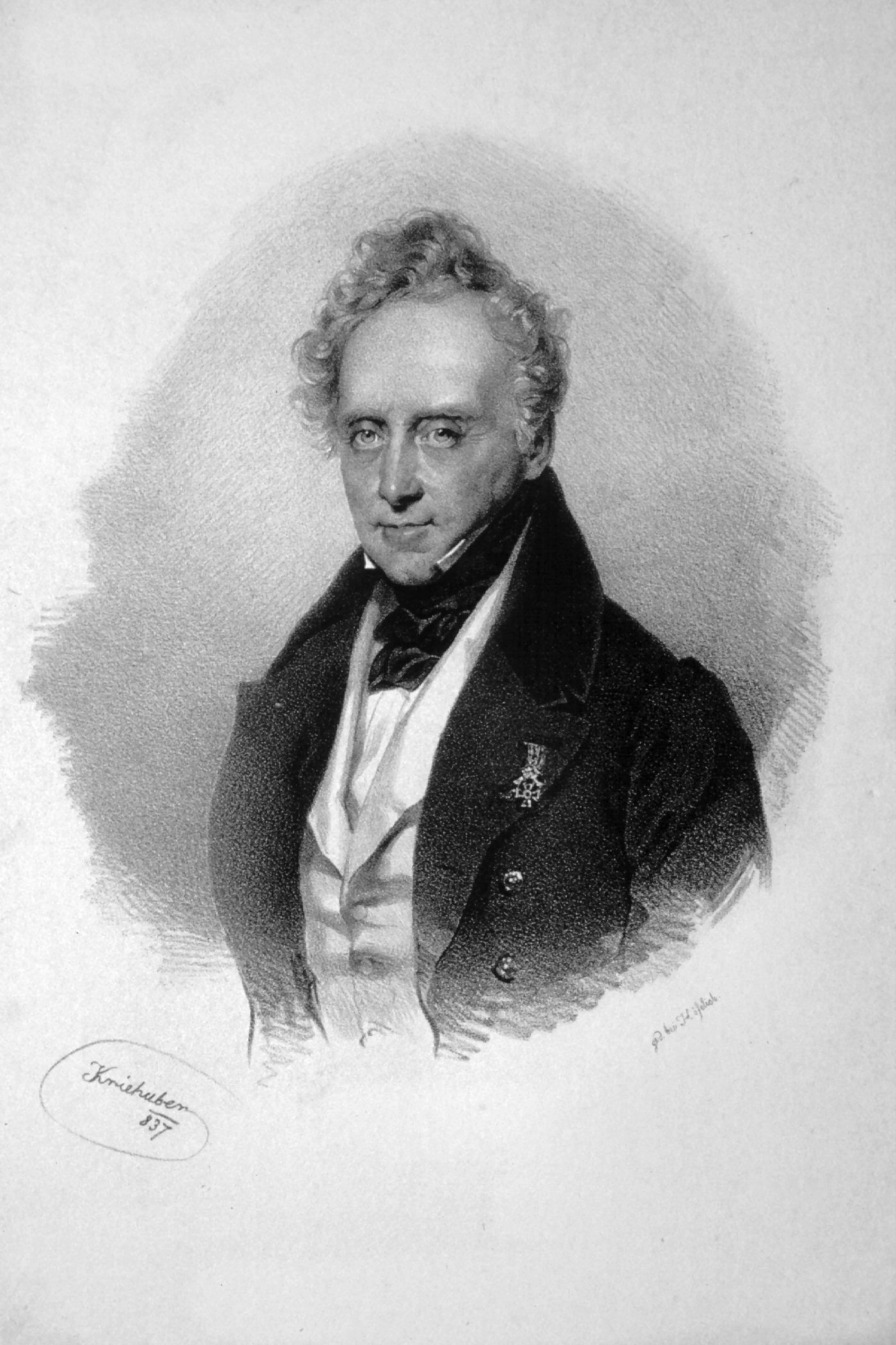
Sein heutiges Aussehen erhielt das Schloss 1860 unter Fürst Philipp Batthyány-Strattmann

Ein erster Umbau des Gebäudes erfolgte bereits 1336. Da durch die stetig fortschreitende Entwicklung von Schusswaffen mittelalterliche Wehrbauten wie Schloss Margarethen aber ihre Bedeutung in der Landesverteidigung verloren, wurde die Burg 1683 zu einem Renaissance-Wasserschloss umgebaut. 1860 ließ der damalige Inhaber des Schlosses, Fürst Philipp von Batthyány-Strattmann, die Anlage in ihre heutige Form bringen. Dabei wurde auch der Wassergraben zugeschüttet und an seiner statt der heute noch bestehende Schlosspark angelegt.
Im April 1945 quartierte sich sowjetisches Flugplatzpersonal im Schloss ein. Dadurch kam es zu Beschädigungen an der Einrichtung, und dem Verlust von kostbaren Täfelungen und Stuckarbeiten.

## Besitzentwicklung
Die Anlage wechselte im Laufe der Zeit mehrfach den Besitzer. Ursprünglich standen Herrschaft und Schloss im Eigentum der Familien Harrach und Breuner, danach im Besitz des Grafen Alois von Moncenigo. Im Jahr 1812 übernahm Fürst Philipp von Batthyány-Strattmann die Herrschaft Margarethen. Da er 1870 kinderlos starb, kam das Schloss durch die Heirat seiner Nichte und Erbin Juliana Gräfin Batthyány-Strattmann mit Wilhelm Albrecht von Montenuovo in den Besitz der Fürstenfamilie Montenuovo. 1927 vererbte Wilhelm Albrecht das Anwesen seinem Sohn Ferdinand von Montenuovo. Dieser teilte den Besitz 1951 unter seinen Töchtern Julia, Franziska und Marie Felizia auf. Seit 1998 befindet sich das Schloss im Besitz der Familie Schwaner-Ries.

## Heutige Nutzung
Das Schloss wurde in den letzten Jahrzehnten schrittweise renoviert und wird heute als Veranstaltungszentrum genutzt, das als "Veranstaltungsschloss Margarethen am Moos" vermarktet wird. Direkt im Schlosspark der Anlage befindet sich außerdem ein Reitsportzentrum.